# 特兰库河
特兰库河（法語：Trincou，法語發音：[tʁɛ̃ku]）是法国新阿基坦大区多尔多涅省的河流，是科勒河的右支流，长16.6千米，发源自米亚克德农特龙，于特兰库河畔孔达流入科勒河。